# Heliamphora pulchella
Heliamphora pulchella Wistuba, Carow, Harbarth, Nerz, 2005 è una pianta carnivora della famiglia Sarraceniaceae, endemica del Venezuela.

## Descrizione

### Foglie
Le foglie sono modificate a formare degli ascidi che fungono da trappola per la cattura degli insetti.
Gli ascidi sono alti da 5 a 20 cm e possono raggiungere gli 8 cm di diametro. Il loro interno è ricoperto da una serie di peli lunghi fino a qualche mm. Sul bordo dell'ascidio si trova un opercolo a forma di elmetto lungo fino a 8 mm.

### Fiori
I fiori si trovano all'estremità di uno stelo lungo circa 50 cm ed hanno un diametro di circa 10 cm. Presentano 4 petali di un colore che va dal bianco al rosa e che sono lunghi circa 5 cm e larghi 2 cm. Gli stami sono da 10 a 15 e ognuno presenta delle antere lunghe circa 3–4 mm.

## Distribuzione e habitat
È diffusa sui tepui venezuelani, nella regione del massiccio del Chimantà.
Vive in zone molto assolate, in cui vi sono elevati sbalzi termici tra la notte e il giorno e che vengono occasionalmente allagate.